# Iba cuneata
Iba cuneata är en insektsart som beskrevs av Schmidt 1920. Iba cuneata ingår i släktet Iba och familjen Clastopteridae. Inga underarter finns listade i Catalogue of Life.